# Conteur vaudois
Le Conteur vaudois est un hebdomadaire suisse en langue française, fondé en 1862 à Lausanne par Louis Monnet et Henri Renou. Il est consacré à des histoires et anecdotes locales et populaires, au patois vaudois, aux innovations et développements de l'agriculture et de l'industrie, on y trouve les signatures d'écrivains vaudois connus, des pasteurs et des intellectuels (comme Alfred Cérésole et Louis Favrat ou Henri Tardent). Le premier numéro du Conteur vaudois est lancé à mille exemplaires le 29 novembre 1862.
À la mort de Louis Monnet le 23 octobre 1901, les journalistes Julien Monnet, son fils, et Victor Favrat, fils de Louis, en reprennent la direction. Hebdomadaire jusqu'en 1934, la revue reçoit les dernières années le soutien financier de la Société des amis du Conteur. Après une assez longue interruption, elle reparaît mensuellement du 15 septembre 1947 à août 1950 sous le titre Le nouveau Conteur vaudois par les soins de Jean Bron et de Robert Molles, puis comme Nouveau Conteur vaudois et romand et finalement, entre 1956 et 1968, comme Le Conteur romand, revue pour le maintien des patois et des traditions. À partir de 1964, les parutions ne cessent de s'espacer.